# СГ-43
СГ-43 (Станковой пулемёт Горюнова) е съветска универсална картечница, произвеждана и употребявана от 1943 до 1968 г. Приета е на въоръжение в съветската армия през 1943, а към 70-те години е заменена от ПК. Използвана е по време на Втората световна война, Гражданската война в Китай, Корейската война, Войната във Виетнам.

## История
През май 1942 г. е обявен конкурс за разработка на нова конструкция на лека картечница, която да замени остарялата „Максим“ обр.1910/30 г. На следващата година е избрана картечницата, разработен от Пьотр Горюнов, Михаил Горюнов и Василий Воронков от Ковровския механически завод. На 15 май 1943 г. картечницата под името СГ-43 (Станковой пулемёт Горюнова) е приета на въоръжение в РККА, а още през следващия месец започва получаването ѝ в бойните части. През 1944 г. е разработен опростен колесен станок за картечницата, а през 1945 г. е усъвършенствана и самата картечница – гладката цев се заменя с оребрена за по-добро топлоотдаване. До края на Втората световна война са произведени повече от 80 000 бройки.

## Технически характеристики
Калибър – 7,62х54 мм.
Куршумът запазва поразяващото си действие на разстояние до 3800 м.
Бойната скорострелност на картечницата е 250-300 изстрела в минута
Охлаждане на ствола – въздушно
Интензивна стрелба на редове – до 500 изстрела, след което цевта трябва да се замени или охлади.
Ефективна прицелна стрелба: гръдна фигура – до 420 м, бягаща фигура – до 640 м.
Дължина – 1140 мм (1550 мм – на колесен станок, 1260 – на тринога).
Дължина на цевта – 665 м (нарезна част)

### Маса в кг
- 13,5 (само картечницата)
- 36,9 (картечница на колесен станок)
- 27,7 (картечница на тринога)
- 8,75 (кутия с лента 200 патрона образец 1930 г.)
- 10,25 (кутия с лента 250 патрона образец 1930 г.)
- 8 (кутия с лента 200 патрона със стоманен сърдечник)
- 9,5 (кутия с лента 200 патрона със стоманен сърдечник)
- 8,25 (кутия с лента 200 патрона образец 1908 г.)
- 9,75 (кутия с лента 250 патрона образец 1908 г.)

## Варианти
- СГМ – базов пехотен вариант на колесен или триножен станок.
- СГМБ – вариант за монтиране на бронетранспортьор.
- СГМТ – вариант за монтиране на танк – с електроспусък.

## На въоръжение в
- СССР
- Беларус – снета от въоръжение през 2005 г.
- България
- Виетнам
- ГДР
- Египет – произвеждана по лиценз.
- Индонезия
- Китай – произвеждана по лиценз.
- Полша – произвеждана по лиценз.
- Унгария – произвеждана по лиценз. Има добавена пистолетна ръкохватка.